# 吉隆坡战争罪行委员会
吉隆坡战争罪行委员会（英語：Kuala Lumpur War Crimes Commission）又称KLWCC、吉隆坡战争罪行仲裁庭、吉隆坡战争罪行法庭，是马来西亚前首相马哈迪·莫哈末于2007年成立的组织，负责调查世界各地的战争罪行。KLWCC被鼓动作为海牙国际刑事法院的替代方案，马哈迪曾指责后者在选择案件时存在偏见。该仲裁庭不被联合国承认，判决纯粹是象征性质，没有执法权利。

## 成员
吉隆坡战争罪行委员会是由具有法律资格的知名人士组成，主席为马来西亚退休联邦法院法官阿都卡迪尔。其他成员包括：
- 马哈迪·莫哈末
- 郑文杰
- 阿弗雷·韦伯
- 理查德·A·福尔克（英语：Richard A.Falk）
- Zacharia Yatim
- Tunku Sofiah Jewa
- Salleh Buang
- Shad Saleem Faruqi
- 麦可·科塞多夫斯基（英语：Michel Chossudovsky）

## 审判布什和布莱尔
2011年11月22日，吉隆坡战争罪行仲裁庭经过四天的听证判决，美国前总统小布什和英国前首相托尼·布莱尔在伊拉克战争期间犯下的“危害和平罪”罪名成立。此判决恰逢约翰·肯尼迪遇刺48周年。

## 其他案件
2013年11月，仲裁庭裁定以色列犯有对巴勒斯坦人民的种族灭绝罪。

## 合法性
马来西亚资深律师巴南古马拉沙米称KLWCT是一家没有法律依据的私营企业，并质疑其合法性。它没有联合国的授权，联合国也不承认它。它无权下令逮捕或判刑，目前尚不清楚其判决是否只是象征性的。